# جامعة فرايبورغ
جامعة فرايبورغ (بالألمانية:Albert-Ludwigs-Universität Freiburg) تأسست في فرايبورغ عام 1457 على يد أرشيدوق النمسا ألبرخت السادس. لهذه الجامعة تاريخ طويل في تدريس العلوم الإنسانية والاجتماعية والطبيعية. في عام 2007 سُمِّيَت واحدةً من جامعات النخبة في ألمانيا من خلال ما يعرف بمبادرة الامتياز، وهي أيضًا من الجامعات الأعضاء برابطة الجامعات البحثية الأوروبية.

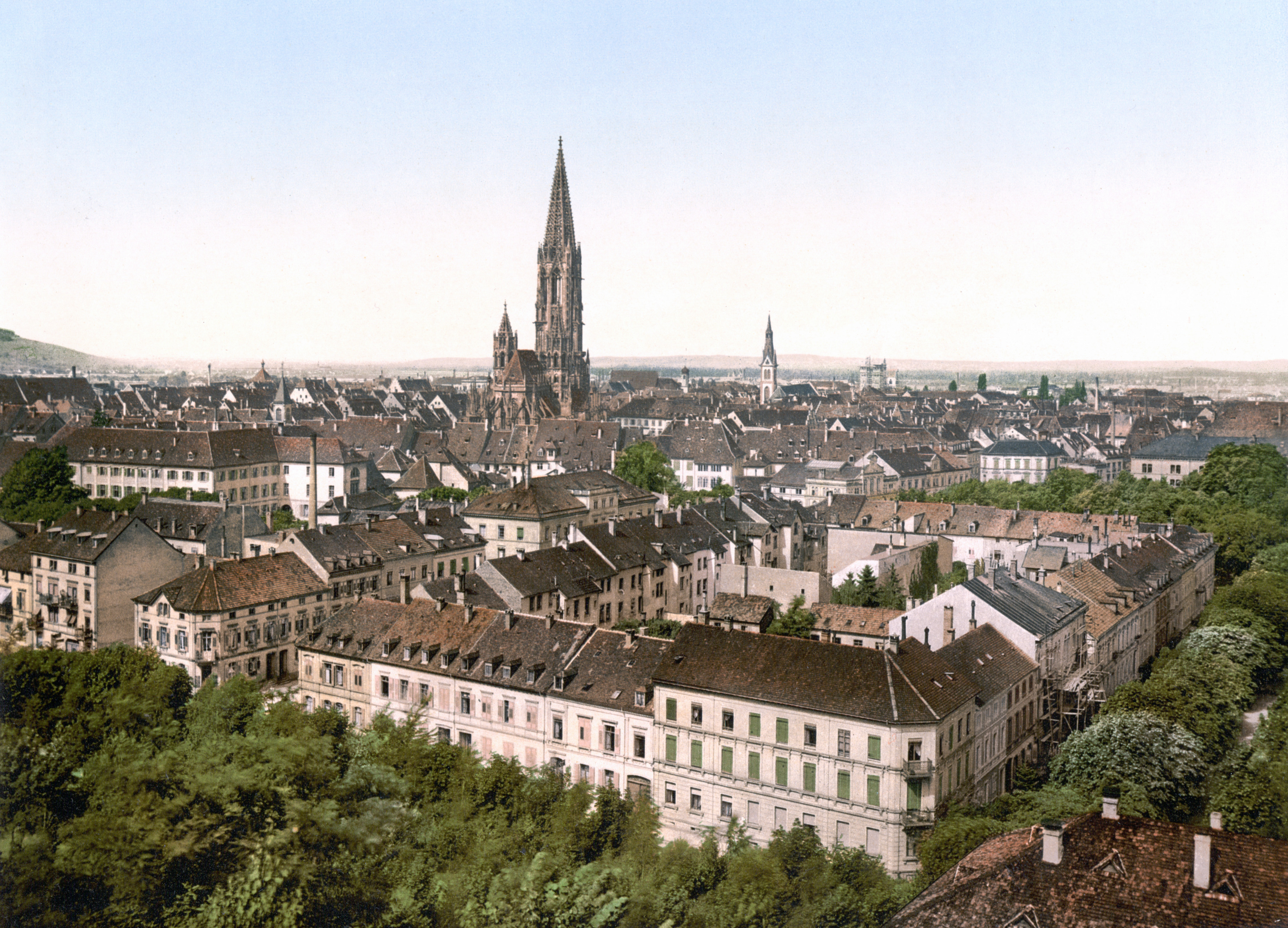
جامعة فرايبورغ عام 1900

## التاريخ

### التأسيس
كانت تُعرف الجامعة في الأصل باسم جامعة ألبرشتس، وبدأت بأربع كليات (اللاهوت، الفلسفة، الطب، والقانون). يُعتبر تأسيسها جزءًا من الموجة الثانية لتأسيس الجامعات في العالم الناطق بالألمانية خلال أواخر العصور الوسطى، مثل جامعة توبنغن وجامعة بازل (سويسرا). تأسست الجامعة في فرايبورغ بموجب امتياز بابوي (مرسوم بابوي)، وكانت – مثل معظم الجامعات في العصور الوسطى. كان أسقف بازل هو رئيسها أو مستشارها، بينما كان أسقف كونستانس راعيها. أما المؤسس الحقيقي للجامعة فهو الأرشيدوق ألبرت السادس من النمسا، شقيق الإمبراطور فريدريك الثالث، إمبراطور الإمبراطورية الرومانية المقدسة للأمة الألمانية.
سرعان ما اجتذبت الجامعة العديد من الطلاب، مثل غايلر فون كايسرسبرغ، يوهان روخلين، وياكوب ويمبفلينغ. عندما كان أولريخ زازيوس يُدرّس القانون (حتى عام 1536)، أصبحت فرايبورغ مركزًا للفقه الإنساني.
من عام 1529 إلى 1535، عاش إيراسموس روتردام في فرايبورغ بعد مغادرته بازل، وقام بالتدريس هناك، ولكنه لم يُدرّس في الجامعة نفسها. تراجعت أهمية الجامعة خلال فترة الإصلاح المضاد. ولمواجهة التوجهات الإصلاحية، أُوكلت إدارة كليتين إلى الرهبنة الكاثوليكية الرومانية اليسوعية في عام 1620. ابتداءً من عام 1682، بدأ اليسوعيون ببناء كليتهم بالإضافة إلى كنيسة اليسوعيين، التي تُعرف اليوم باسم "كنيسة الجامعة" .

### مرحلة الدراسات الفرنسية
في عام 1679، أصبحت فرايبورغ مؤقتًا تحت السيطرة الفرنسية، جنبًا إلى جنب مع الأجزاء الجنوبية من منطقة الراين العليا. لم يُعجب الملك الفرنسي لويس الرابع عشر بالنظام النمساوي، ومنح اليسوعيين الحرية الكاملة لإدارة الجامعة. في 6 نوفمبر 1684، تم إطلاق برنامج تعليمي ثنائي اللغة. بين عامي 1686 و1698، هربت هيئة التدريس إلى كونستانس.

### حقبة الإصلاحات النمساوية
بعد إعادة السيطرة على فرايبورغ وتعيينها عاصمة للنمسا البعيدة، بدأت حقبة جديدة للجامعة بفضل إصلاحات الإمبراطورة ماريا تيريزا من النمسا. تم تعديل متطلبات القبول في جميع الكليات عام 1767 (حيث كان يُسمح فقط للروم الكاثوليك بالدراسة قبل ذلك)، وتمت إضافة العلوم الطبيعية بالإضافة إلى الإدارة العامة.
في العام نفسه، أصبحت الجامعة مؤسسة حكومية على الرغم من احتجاجات الكنيسة. فقدت الكنيسة تأثيرها الكبير على الجامعة نهائيًا بعد قمع اليسوعيين بناءً على مرسوم وقّعه البابا كليمنت الرابع عشر عام 1773. نتيجة لذلك، أصبح يوهان جورج ياكوبي (شقيق الفيلسوف الأكثر شهرة فريدريش هاينريش ياكوبي) في عام 1784 أول أستاذ بروتستانتي يُدرّس في الجامعة في فرايبورغ.

### جامعة فرايبورغ
تمكنت الجامعة من الحفاظ على نفسها بفضل الهبات والأرباح حتى بداية فترة حكم لودفيغ الأول، دوق بادن الأكبر، في عام 1818. وفي عام 1820، أنقذ الدوق الجامعة من خلال تقديم مساهمة سنوية. ومنذ ذلك الحين، أُطلق على الجامعة اسم "جامعة ألبرت لودفيغ في فرايبورغ" تعبيرًا عن الامتنان من قِبل الجامعة وسكان فرايبورغ.
في ثمانينيات القرن التاسع عشر، بدأ عدد الطلاب وأعضاء هيئة التدريس في النمو بسرعة. جذبت السمعة العلمية لجامعة ألبرت لودفيغ العديد من الباحثين مثل عالم الاقتصاد أدولف فاغنر، والمؤرخين جورج فون بلو وفريدريش ماينيكه، وعالمي القانون كارل فون أميرا وباول لينيل.

## الطلاب
يبلغ عدد طلاب الجامعة حوالي عشرين ألف طالب، ويشكل الأجانب ما نسبته 10-15% من مجموع الطلاب.

## خريجون معروفون
- مارتن هايدغر، فيلسوف ألماني.
- إدموند هوسرل، مؤسس الفينومينولوجيا.
- فالتر أويكن، اقتصادي.
- فريدريش أوجوست فون هايك، اقتصادي نمساوي.
- هيرمان شتاودينجر، فائز بجائزة نوبل للكيمياء.
- رودولف كارناب، فيلسوف.
- غيرد تيلنباخ، مؤرخ.

## أساتذة معروفون
- لودفيغ أشوف

## وصلات خارجية
- Albert Ludwigs University of Freiburg
- University of Freiburg Student Portal
- Freiburg Institute for Advanced Studies
- University of Freiburg Alumni
- University Library
- University Medical Center Freiburg
- Freiburg University store
- IMTEK
- University College Freiburg (UCF)